# Ga Haengdang
Ga Haengdang là ga trên Tàu điện ngầm vùng thủ đô Seoul tuyến 5.

## Bố trí ga
| Singeumho ↑ |
| \| W/B      |
| ↓ Wangsimni |

| Hướng Tây  | ●Tuyến 5 | ← Hướng đi Banghwa                      |
| Hướng Đông | ●Tuyến 5 | → Hướng đi Hanam Geomdansan · Macheon → |